# Live Forever – The Album
Live Forever – The Album utkom den 4 juli 2007 och är ett musikalbum av den svenske artisten Magnus Carlsson. En digital utgåva utkom samma dag och innehåller även spåren 14–17. Samma dag utkom även "Live Forever – The Album (Deluxe Edition)".

## Låtlista
1. Crazy Summer Nights
2. I Won't Cry
3. Waves of Love
4. Nothing's Real
5. Another Rainbow
6. Give a Little Love
7. Never Walk Away
8. Live Forever
9. I Need Your Love
10. Don't You Worry
11. You
12. Boogie Time
13. Live Forever (akustisk studioversion)

## Digital utgåva, albumspår
Digital utgåva, med albumspår samt följande spår.
- 14. Live Forever (akustisk studioversion)
- 15. What About Love (Onlanserad - outtake from the recording sessions)
- 16. Don't You Worry (Demoversion)
- 17. Live Forever (SoundFactory Radio Edit)
- 18. Waves of Love (Södros Remix)

## Deluxe Edition, albumspår
Deluxe Edition, med albumspår samt följande spår.
- 14. What About Love (Unreleased - outtake from the recording sessions)
- 15. Don't You Worry (Demo Version)
- 16. I Found Love (Demo - outtake from the recording sessions)
- 17. I Belong to You (Demo - outtake from the recording sessions)
- 18. Live Forever (SoundFactory Radio Edit)
- 19. Waves of Love (Södros Remix)

samt
- Video - "Live Forever"
- Bildspel - "Live Forever - The Photoshoot"

## Singlar från albumet

### Live Forever
1. Live Forever (Original Version)
2. Siempre As Tu Lado (Spanish Version)
3. J'ai Vivrai (French Version)
4. Live Forever (SoundFactory Radio Edit)
5. Live Forever (SoundFactory Eternal Club Mix)
6. Live Forever (SoundFactory Damnation Club Mix)

### Waves of Love
1. Waves of Love (Radioversion)
2. Waves Of Love (Utökad version)

### Another Rainbow
1. Another Rainbow (Single edit)
2. Another Rainbow (Hard Act 2 Follow Radio Mix)
3. Another Rainbow (Hard Act 2 Follow Club Mix)

### Crazy Summer nights
1. Crazy summer nights (Original version)
2. What about Love (Unreleased - outtake from the recording sessions)
3. Crazy Summer Nights (Hard Act 2 Follow Radio Mix)
4. Crazy Summer Nights (Plastic Inc Nightvision Mix)
5. Crazy Summer Nights (Hard Act 2 Follow Club Mix)
6. Crazy Summer Nights (Original Version w/o DJ Intro And End)

## Listplaceringar
| Lista (2007) | Topplacering |
| ------------ | ------------ |
| Sverige      | 8            |

### Fotnoter
1. ↑  ”Live Forever – The Album”. Svensk mediadatabas. 27 februari 2007. http://smdb.kb.se/catalog/id/002122954. Läst 21 november 2014.
2. ↑  ”Live Forever – The Album”. Swedishcharts. 27 februari 2007. http://www.swedishcharts.com/showitem.asp?interpret=Magnus+Carlsson&titel=Live+Forever+-+The+Album&cat=a. Läst 2 november 2012.